# Aktív szén

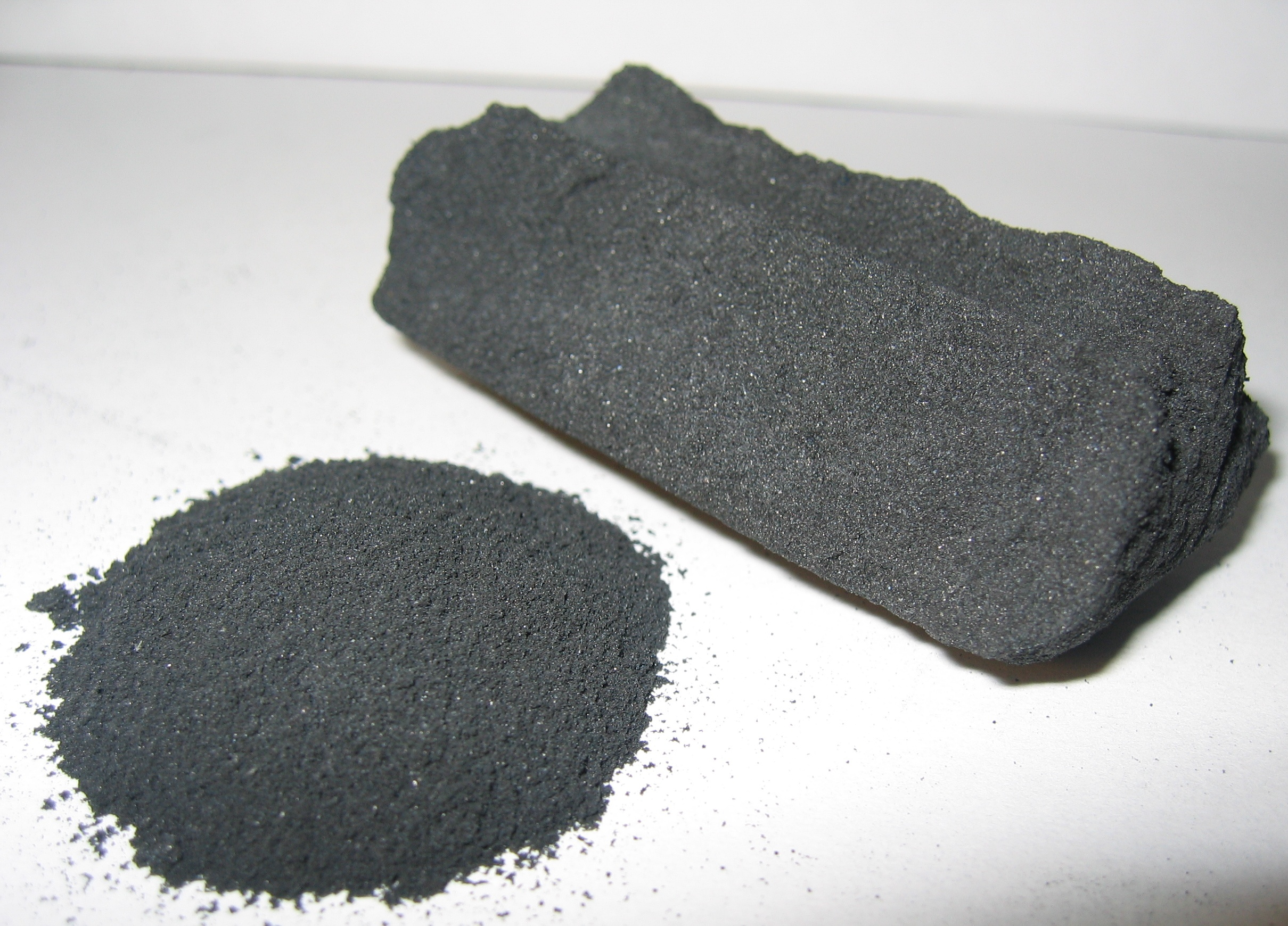
Aktív szén

Az aktív szén (vagy aktivált szén) nagy felületű, porózus szerkezetű szén. Vírusos vagy baktérium okozta hasmenésre, ételmérgezés kezelésére régóta alkalmazott az úgynevezett carbo activatus, magyarul aktív szén.

## Története
Egy i. e. 1550-ből való papirusztekercs is említi már, hogy az aktív szén igen hatékony ételmérgezések esetén.
1831-ben pedig egy francia professzor, Pierre-Fleurus Touéry akadémikus kollégái szeme láttára halálos mennyiségű sztrichnint vett be, majd annak hatását aktív szén segítségével semlegesítette, így túlélte az esetet. Ez azt bizonyította, hogy az aktív szén rendkívül hatásosan képes különböző gyomor- és bélrendszeri mérgezések megszüntetésére.

## Előállítása
Az aktív szenet növényi anyagokból, nagy adszorpciós képességű anyag előállítására alkalmas elszenesítési eljárással készítik.

## Felhasználása
- gázmaszkokban
- az elvezetőcső nélküli konyhai elszívókban
- a vákuumtechnikában
- a vegyiparban, a gyógyszeriparban különböző anyagok megkötésére
- ivóvíz-tisztításban
- az édesiparban cukorka (pl. Negro) színezésére [1]

## Hatása
Az aktív szén ún. fajlagos felülete igen nagy: ezen a felületen köti magához a  méreganyagokat, baktériumokat, ezzel megakadályozva azok felszívódását a szervezetbe.

## Érdekesség
Egy gramm szén felülete nagyjából 500 négyzetméter nagyságú, tehát 1,89 teniszpálya (ami 11 m x 24 m) méretének felel meg.